# پیتز گالاژیون
پیتز گالاژیون (به لاتین: Pizz Gallagiun) یک کوه در سوئیس است که در کانتون گراوبوندن واقع شده‌است. پیتز گالاژیون ۳٬۱۰۷ متر بالاتر از سطح دریا واقع شده‌است.